# Rattus salocco
Rattus salocco är en gnagare i familjen råttdjur och släktet råttor som endast finns på ön Sulawesi i Indonesien. Den beskrevs första gången 1935 av George Henry Hamilton Tate och Richard Archbold.

## Beskrivning
Arten är en stor råtta med en mycket lång svans. Pälsen på ovansidan är gråbrun med bruna hårspetsar med en inblandning av längre, gråbruna täckhår. Mot buksidan övergår färgen gradvis till vitaktigt blekorange, med en påtagligt gulare färg i höjd med nacken. Tassarna är vita med mörka markeringar och rent vita tår. Bakfötterna är betydligt kortare än vad som är vanligt i släktet. Antalet spenar är åtta. Kroppslängden från nos till svansrot är omkring 21 cm, med en svans på drygt 26 cm.

## Utbredning
Rattus salocco är endemisk för sydöstra delen av ön Sulawesi i Indonesien, där den hittills har påträffats i två områden.

## Ekologi
Arten är endast känd från tre exemplar, som alla har hittats i bergsskogar på två lokaler i Sulawesi på höjder mellan 300 och 1 500 m. Man tror emellertid att den kan finnas i flera lokaler i området, och utesluter inte heller att den kan förekomma i plantager intill skogarna. På grund av det dåliga kunskapsläget har Internationella naturvårdsunionen (IUCN) klassificerat den under kunskapsbrist ("DD"). IUCN utesluter inte att habitatförlust kan vara ett tänkbart hot, men konstaterar samtidigt att risken för habitatförstöring är lägre i det aktuella området än på många andra håll i regionen.